# Chiesa di Santa Rosa a Regina Coeli
La chiesa di Santa Rosa a Regina Coeli è una chiesa sconsacrata di Napoli. La struttura è ubicata in via Sapienza, nel cuore del centro storico della città, a pochi passi dalla chiesa di Santa Maria Regina Coeli.

## Storia e descrizione
La chiesa sorse intorno alla fine del XVI secolo, per ospitare la congrega di Santa Rosa. Nel corso dei secoli, la struttura ha subito vari rimaneggiamenti, tra cui il rifacimento del portale in stucco, nella seconda metà del XVIII secolo.
Il fabbricato, attualmente, è usato per uno scopo ben diverso da quello religioso, infatti, è stato privatizzato ed ospita una scuola.
La facciata è caratterizzata da un semplice portale in stucco, con un tondo affrescato rappresentante la santa titolare. Infine, la struttura è conclusa da un timpano mistileneo che, a sua volta, è sormontato da un finestrone semicircolare spoglio.